# Nyelvzavar (Lost)
2005. február 23-án került először adásba az amerikai ABC csatornán a sorozat 17. részeként. Javier Grillo-Marxuach és Leonard Dick írta, és Tucker Gates rendezte. Az epizód középpontjában Jin-Soo Kwon áll.                                                                                           Az eredeti cím valószínűleg utalás Sofia Coppola Elveszett jelentés c. filmjének angol címére (Lost in Translation), mely mű szintén a kommunikáció nehézségeiről szól.

## Ismertető
|  | Alább a cselekmény részletei következnek! |

### Visszaemlékezések
Jin engedélyt kér Mr. Paik-től, hogy feleségül vehesse a lányát, Sun-t. Paik a családjáról, és származásáról kérdezgeti Jin-t, aki azt mondja, az apja meghalt. Mr. Paik beleegyezik a házasságba, de csak azzal a feltétellel, ha a Paik Nehézipari Vállalat-nak fog dolgozni (aminek ő a tulajdonosa és vezetője), mint az ő személyi asszisztense.
Sun és Jin összeházasodik, de nem mehetnek el nászútra, mert Mr. Paik-nek szüksége van Jin-re. Jin egy fehér virágot tűz Sun hajába, és megígéri, olyan nászútjuk lesz, amilyenről mindig is álmodtak.
Később, Mr. Paik előlépteti Jin-t, és megbízza, hogy adjon át egy üzenetet Byung Han-nak, ugyanis nincs megelégedve vele. Han rettenetesen megijed, amikor Jin elmegy hozzá. Csak akkor nyugszik meg, mikor rájön, hogy Jin csak figyelmezteti őt Paik elégedetlenségére. Elveszi kislányától a shar pei kutyáját, és Jin-nek ajándékozza.
Másnap, Sun különleges vacsorával készül Jin-nek, de Mr. Paik félbeszakítja őket. Egy férfivel együtt ismét elküldi őt Byung Han házához, hogy meglássa, hogyan is kell átadni egy üzenetet. Jin rájön, hogy a férfi meg akarja ölni Han-t. Hogy ezt megakadályozza, Han-t a családja szeme láttára összeveri.
Jin véres kezekkel tér haza az üzenet "átadásból". Bemegy a fürdőszobába, hogy lemossa a vért, amikor Sun odamegy hozzá. Idegesen kérdezgetni kezdi arról, hogy mit tett, ám mivel nem válaszol, felpofozza őt. Miután Sun elmegy, Jin sírva fakad.
Jin elmegy az apjához, aki egy egyszerű halász. Bevallja neki, hogy szégyellte őt, majd beszél a Sun apjának végzett munkájáról és a romokban lévő házasságáról. Elmondja, hogy Mr. Paik most azzal bízta meg, hogy szállítson karórákat az ügyfeleinek Sydney-be és Los Angeles-be. Jin apja azt tanácsolja fiának, miután Amerikába utazik Sun-nal, maradjanak is ott, és mentse meg a házasságát.

### Valós idejű történések (32-34. nap)
Jin észreveszi Sun-t, ahogy bikinire vetkőzve indul úszni. Odarohan hozzá, és törölközővel betakarja. Koreaiul veszekedni kezdenek, mire Michael odamegy, hogy szétválassza őket. Sun felpofozza őt emiatt. Jin kezdi azt gondolni, hogy van valami Michael és Sun között, bár a felesége ezt tagadja. Sun elnézést kér Michael-től, amiért megütötte, de azért tette, hogy megvédje Jin-től.
Michael egyre jobban halad a tutaj elkészítésével. Jack megkérdezi tőle, rajta és Walt-on kívül kik fognak még vízre szállni vele. Mint kiderül, Sawyer biztosan, ugyanis kábelekkel fizette ki a helyét.
Sun Jin-ről beszélget Kate-tel, amikor észreveszik, hogy a túlélők Michael tutajához rohannak. Valaki felgyújtotta, de már túl késő eloltani. Michael és más túlélők is Jin-t kezdik el gyanúsítani. Sun a barlangoknál talál rá férjére, akinek megégtek a kezei. Dühösen kérdezgetni kezdi őt, mért tette ezt, hiszen Michael el akarta hagyni a szigetet. Jin megharagszik Sun-ra, amikor Michael-t említi.
Sayid elmondja Boone-nak, hogy Shannon-nal többé már nem csak barátok lesznek, és nem szeretné, ha ez kellemetlenül érintené. Boone azt mondja neki, Shannon csak kihasználja őt, mert mindig az olyan férfiak társaságát keresi, akik gondoskodni tudnak róla. Miután megkapja amit akar, szakítani fog vele. Később, Shannon Sayid segítségét kéri, amikor sátrat készít magának. Sayid vonakodik segíteni, mire Shannon rájön, hogy beszélt a bátyjával. Locke-ot kérdezi meg Boone hollétéről, de Locke rávilágít, hogy ha igazán szereti Sayid-ot, nem kell hogy érdekelje Boone véleménye.
A dzsungelben, Sawyer rátámad Jin-re, és a tengerpartra vezeti. Michael megüti őt, mire Jin koreaiul mond neki valamit. Michael tovább ütlegeli őt, mígnem Sun angolul arra utasítja, hogy hagyja békén, mert nem ő gyújtotta fel a tutajt. Mindenki megdöbben rajta, hogy Sun beszél angolul – beleértve Jin-t is.
Sun elmagyarázza, hogy Jin azért égette meg a kezét, mert megpróbálta eloltani a tutajt. Michael és Sawyer nem hisznek neki, mire Locke felhívja rá a figyelmet, hogy egymás megvádolása helyett tartsák észben, hogy mások is vannak a szigeten rajtuk kívül – ráadásul cseppet sem jószándékúak.
Michael szomorúan veszi tudomásul, hogy a tutaj teljesen tönkrement. Megígéri Walt-nak, hogy épít egy új, sokkal jobb tutajt. Walt felajánlja a segítségét. Eközben, Sun sírva könyörög Jin-nek, bocsásson meg neki, és kezdjenek új életet. Jin azt mondja: már túl késő.
Miközben backgammon-t játszanak, Walt és Locke egymás apjáról beszélgetnek. Locke azt mondja, az ő apja nem igazán "jó fej". Megkérdezi Walt-ot, miért gyújtotta fel a tutajt. Walt beismeri tettét. Azt mondja, szeret a szigeten élni, és nem akar elmenni. Locke is így érez. Megígéri, hogy nem beszél erről senkinek.
Michael kiválogatja a még használható dolgokat az elégett tutajból. Jin bambuszfával a vállán megy oda hozzá, hogy segítsen neki új tutajt építeni; ezzel akar véget vetni az egymás közti ellenségeskedésnek.
|  | Itt a vége a cselekmény részletezésének! |